# Rutherfordium
Rutherfordium ist ein ausschließlich künstlich erzeugtes chemisches Element mit dem Elementsymbol Rf und der Ordnungszahl 104. Es zählt zu den Transactinoiden. Im Periodensystem der Elemente steht es in der 4. IUPAC-Gruppe, der Titangruppe. Alle zehn bekannten Isotope des Rutherfordiums sind radioaktiv.

## Geschichte

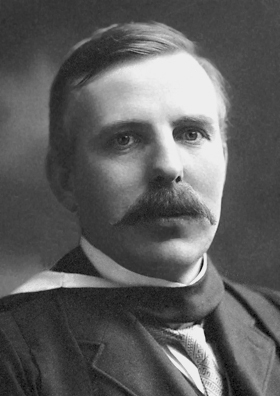
Ernest Rutherford

Eine erste Synthese des Elementes erfolgte 1964 durch den sowjetischen Forscher Georgi Fljorow am Kernforschungszentrum in Dubna bei Moskau. Dort wurde Plutonium mit Neonkernen beschossen:
{\displaystyle \mathrm {^{242}_{\ 94}Pu\ +\ _{10}^{22}Ne\ \longrightarrow \ \ _{104}^{260}Rf\ +\ 4\ _{0}^{1}n} }
Es wurde in der Sowjetunion und anderen Ländern nach Igor Kurtschatow Kurtschatowium (Symbol Ku) benannt. US-amerikanische Forscher lehnten den Namen aus politischen Gründen ab, beanspruchten den 1969 erzielten ersten Nachweis des Elements für sich und schlugen den Namen Rutherfordium (Rf), nach Ernest Rutherford vor. Ein Kompromissvorschlag war Dubnium (Db) nach dem Namen des Kernforschungszentrums Dubna. (Der Name Dubnium wurde schließlich 1997 für das Element 105 vergeben, das im Jahr 1967 ebenfalls durch Georgi Fljorow und andere entdeckt wurde.) Erst 1997 kam eine Einigung auf Rutherfordium zustande (siehe Elementnamensgebungskontroverse).
Die ersten später bestätigten Synthesen wurden 1968/69 durch die amerikanischen Forscher Albert Ghiorso, Matti Nurmia, James Harris, Kari Eskola und Pirrko Eskola in Berkeley, USA mit Hilfe des Schwerionenbeschleunigers HILAC durchgeführt:
{\displaystyle \mathrm {^{249}_{\ 98}Cf\ +\ _{\ 6}^{12}C\ \longrightarrow \ \ _{104}^{257}Rf\ +\ 4\ _{0}^{1}n} }
{\displaystyle \mathrm {^{249}_{\ 98}Cf\ +\ _{\ 6}^{13}C\ \longrightarrow \ \ _{104}^{259}Rf\ +\ 3\ _{0}^{1}n} }
{\displaystyle \mathrm {^{248}_{\ 96}Cm\ +\ _{\ 8}^{18}O\ \longrightarrow \ \ _{104}^{261}Rf\ +\ 5\ _{0}^{1}n} }

## Eigenschaften
Rutherfordium gehört zu den Übergangsmetallen. Es hat wahrscheinlich die Elektronenkonfiguration [Rn]5f14 6d2 7s2 und somit ähnliche chemische Eigenschaften wie Titan, Zirconium und Hafnium; mit diesen wird es zur Titangruppe gerechnet. Wegen der kurzen Zerfallszeit – das langlebigste Isotop 261 hat nur eine Halbwertszeit von 65 Sekunden – und den geringen zur Verfügung stehenden Mengen kommt den chemischen Eigenschaften bisher keine Bedeutung zu. Vermutlich bildet es leicht hydratisierte Rf 4+-Ionen in starker Säure-Lösung und auch Komplexe in Salzsäure, Bromwasserstoffsäure- oder Flusssäure-Lösungen.

## Sicherheitshinweise
Es gibt keine Einstufung nach der CLP-Verordnung oder anderer Regelungen, weil von diesem Element nur wenige Atome gleichzeitig herstellbar sind und damit viel zu wenige für eine chemische oder physikalische Gefährlichkeit.